# 渥堆
渥堆是雲南普洱茶最具特色的製茶工藝。主要應用於普洱茶熟茶的製作，目的是透過添加菌種的呼吸作用產生水份及溫度，使茶葉中的葉綠素被破壞、氧化產生茶黃素及茶紅素、並將蛋白質水解成為味道甘甜的胺基酸，使之能夠及早適合飲用。這道工序亦被稱為發酵。

## 渥堆在普洱茶製作工藝中的地位
按照黑茶的製作工序，茶葉在採收後，首先進行日光凋萎、然後殺青(利用高溫使茶葉中的酵素停止作用)、揉捻，進行至此即乾燥者，稱為毛青茶，可用於製作普洱茶生茶或作用散茶販售。如果在在揉捻後不進行乾燥，而將茶葉添加菌種、潑水、覆蓋，這個過程即所謂渥堆。經過渥堆後無論製成散茶或者再蒸熱、壓製成茶餅、茶磚、沱茶或緊茶，都屬於普洱茶的熟茶。

## 渥堆的由來
推測渥堆工藝約在清朝中後期以後自然發明。相傳是在茶馬古道運送緊壓茶的過程，由於路程遙遠歷時數月，雨水弄濕茶製品，偶然發現濕熱能使普洱茶加速陳化、更快適合飲用，並且在市場上更受歡迎。在民國時期，這種偶然的發現，被刻意作用一種加工手法，相傳最早大規模的渥堆發生在廣東，後來再傳回雲南。但也有部份學者認為，這種渥堆工藝，在廣西的六堡茶製作以及北方黃茶的悶黃製作上，老早行之有年，歷史更為長遠，可能是受此影響所及。

## 渥堆的秘密
渥堆工藝向來被視為製茶人的不傳之秘，各號商家都各有秘方，真相是在於菌種的選用及發酵時、溫度的控製。其中使用的菌種，推測包括空氣中的乳酸菌及土壤、糞便中的曲黴菌、枯草桿菌等，由於都是"秘方"，所以目前尚無全面性的科學研究。所以屢屢發生不肖商人以人畜糞便進行普洱茶發酵；這當然也是在利用其中菌種，但畢竟可能混雜了壞菌，並且殘留物使之極不衛生。
渥堆的時程一般在三個月左右，因菌種的不同、菌種呼吸作用產生的溫度迥異、產品的規格要求等等因素，可以延長或縮短時程。有些普洱茶熟茶完全發酵至轉黑、明顯聞出枯草桿菌產生的枯草味，這種普洱茶即便再儲存千年，也不會再有任何轉化。有些普洱茶熟茶則只發酵至某一層度，後續儲存，仍會使之口感、氣味變化。